# Пейві
Ірландські «мандрівники» (ірландські блукачі, мандрівники — англ. Irish Travellers) або Шельта (ірл. Lucht silta) — кочова етнічна група імовірно ірландського походження, яка проживає в Ірландії, Великій Британії та США. Самоназва — «пейві» (Pavee), «мінкіри» (Minkiers). «Лудильники» («Ти[і]нкер», Tinker) — образлива назва.

## Походження

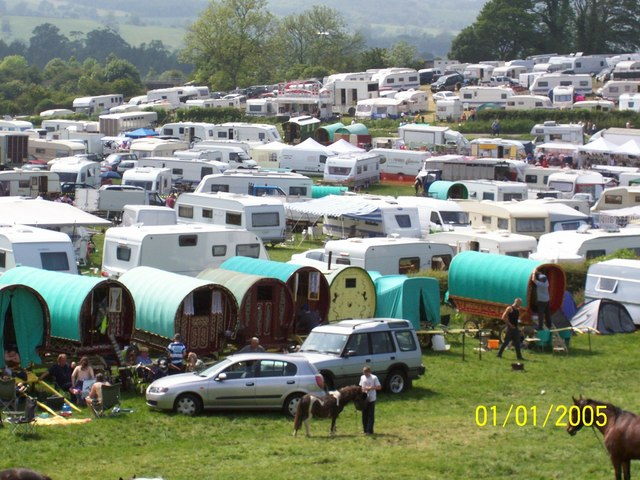
Табір ірландських мандрівників, 2005 рік

Питання про походження ірландських мандрівників є предметом дискусії.

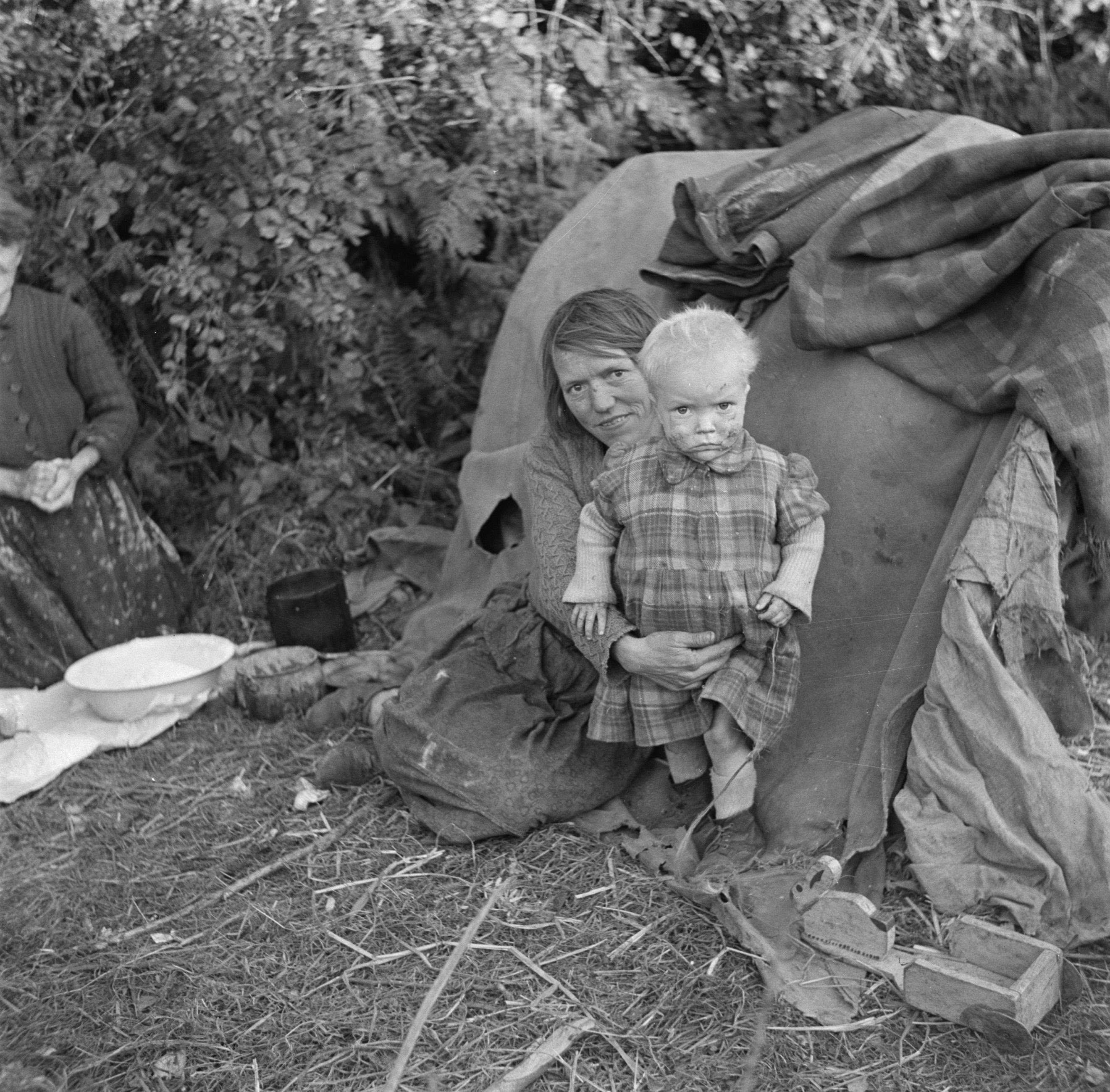
Ірландські мандрівники, 1946 рік

Історію походження ірландських мандрівників простежити дуже складно, оскільки своїми письмовими джерелами вони не володіють. Однак генетична експертиза, проведена у 2011 році, встановила, що «шельта» — відособлена ірландська етнічна група, що виділилася з населення Ірландії, яке вело осілий спосіб життя, десь між 1000—2000 років тому. Деякі дослідники вважають, що ірландські мандрівники походять від іншого кочового народу — таріш.
За однією з версій, ірландські мандрівники з'явилися в 17 столітті під час колонізації Ірландії англійцями. Оскільки багато ірландських сімей позбулися своїх будинків та земель, вони могли почати вести кочовий спосіб життя.
Микола Бессонов вважає ірландських мандрівників однією з гілок, що рано відокремилися від решти циган циганської групи, змішалися з місцевою кочовою нециганською етногрупою аж до повного або майже повного генетичного, але не культурного розчинення. Він відзначає схожість укладу життя західноєвропейських циган і мандрівників аж до облаштування та прикрас традиційних возів. На деяких сайтах ірландських мандрівників вказується подібна думка на походження етногрупи.
Згідно з письмовими джерелами, слово «тинкер» (бляхар) фігурує в рукописах, починаючи з 12 століття. Тинкери — так називали бродячих ремісників, які відігравали важливу роль в ірландському суспільстві того часу.
У 16 столітті в Англії з'явилися цигани (роми), яких сприйняли за єгиптян і охрестили «маленькими єгиптянами» — «gypsy». Ця ж назва поширилося на всі інші кочові народи, включаючи ірландських мандрівників.
Найточніше назву етногрупи передає слово кочівники, однак перекладачі, за традицією, зазвичай називають їх циганами. Типовий приклад — «цигани» з оповідання Конана Дойла «Строката стрічка». Кіноглядачу ірландські мандрівники та їхній сучасний спосіб життя знайомі також за персонажами фільму «Великий куш», серіалу «The Riches», де головні герої представляють саме цю етногрупу. Герой Бреда Пітта і його одноплемінники саме «пейві», а не звичні «роми».

## Мова, культура та звичаї
Ірландські мандрівники чітко виділяються в країнах проживання мовою і звичаями. Традиційною мовою є шелта або кент, але вони також говорять англійською з помітним акцентом і особливою манерою.
Основою спільноти ірландських мандрівників є сім'я. У сім'ї в середньому 6-10 осіб. У минулому шлюб був договірний між сім'ями, які кочують в одному графстві, проте це призвело до того, що сім'ї ставали спорідненими одна одній, так що тепер це рідко практикується. Ірландські мандрівники дотримуються своїх традицій, законів, звичаїв, дуже закриті і не люблять вторгнень у власне життя.
Ірландські мандрівники в основному католики, хоча є представники й інших релігій.
У середині ХХ століття уряд Ірландії почав вживати заходів щодо інтеграції «мандрівників» в ірландське суспільство. Головними завданнями були підвищення рівня освіти і перехід на осілий спосіб життя, оскільки було визнано, що спільноту «мандрівників» в цьому плані дискримінували. «Мандрівникам» надавали будинки й матеріальну допомогу. Чимало з них проіґнорувало ці заходи уряду, проте значна частина змінила спосіб життя на осілий (settled travellers).

## Цікаві факти
- Деякі вчені вважають, що першими відкрили Америку саме ірландські мандрівники[6].
- У фільмі «Великий куш» зображено саме пейві, а не ромів.[7]

## Відомі ірландські мандрівники
- Джон Джо Невін — ірландський боксер, олімпійський медаліст.
- Тайсон Ф'юрі — англійський боксер-професіонал. Чемпіон Великої Британії за версією ABA 2008 року, чемпіон Великої Британії за версією BBBofC 2011 року.